# Хардер, Олаф
Олаф Хардер (нем. Olaf Harder; род. 1941) — немецкий учёный, ректор Университета прикладных наук, экономики и дизайна Констанцы с 1980 по 2006 год.

## Биография
Родился 29 мая 1941 года в Обераммергау.
Олаф Хардер был членом Конференции ректоров Германии (Hochschulrektorenkonferenz, добровольная ассоциация немецких университетов) и Научного консультативного органа Германии (Wissenschaftsrat). Также являлся членом других комитетов и советов.  По его инициативе в 1985 году был основан Технологический центр Констанцы, а в 1999 году — Международный университет Бодензее. Является соучредителем университета Swiss German University - Asia (SGU).
Более 25 лет он был ректором Констанцского университета, выйдя в отставку 31 мая 2006 года и в этом же году был награждён Почетным кольцом города Констанц, а также Благодарностью австрийской федеральной земли Форарльберг.
Кавалер ордена «За заслуги перед Федеративной Республикой Германия» (2001). Почётный профессор Московского энергетического института.